# Boadella i les Escaules
Boadella i les Escaules és un municipi de la comarca de l'Alt Empordà, a les Comarques Gironines. Està format pels pobles de Boadella d'Empordà i de Les Escaules, i té l'ajuntament al nucli de Boadella d'Empordà.
El 1800 ambdós pobles eren ens locals diferents, però amb el nou règim constitucional el 1846 Boadella va incorporar Les Escaules, de resultes de la política que afavoria municipis prou poblats.
El 27 de maig del 2004 es va canviar el nom del municipi, llavors Boadella d'Empordà, per identificar millor els dos nuclis de població que integren el municipi i evitar possibles confusions amb la capital del municipi.

## Geografia
- Llista de topònims de Boadella i les Escaules (Orografia: muntanyes, serres, collades, indrets..; hidrografia: rius, fonts...; edificis: cases, masies, esglésies, etc).

## Història
El nucli antic de Boadella fou fortificat vers els segles VIII o IX, quan es feia necessari la repoblació de les valls i les planes un cop expulsats els sarraïns. Aquesta fortificació tindria cura dels masos dispersos que formaven el que seria el poble de Boadella. D'igual manera, els monestirs també van complir amb aquesta tasca repobladora. Efectivament, la fundació del monestir de Sant Martí de les Escaules per monjos benedictins al segle ix, va ser decisiva per a donar origen al poble de Boadella. El primer abat conegut d'aquell cenobi s'anomenava Adulf i aconseguí del rei franc Lluís el Pietós un precepte de defensa i immunitat pel monestir entre els anys 820 i 825.
Boadella era un reduït grup de masies escampades fins que, entre els segles X-XI es va edificar el castell de Boadella. A poc a poc va convertir-se en un catalitzador de la població dels masos que cercava la protecció que oferia la fortificació. D'aquesta forma es va convertir en l'origen primitiu del nucli urbà de Boadella.
A finals del segle x, Boadella passà a dependre del monestir de Sant Pere de Rodes, articulat entorn de la parròquia de Santa Cecília de Terrades.
L'any 1123, el comte de Barcelona Ramon Berenguer III, va donar a Ponç Hug els drets dels pobles de Figueres, Pont de Molins i de Boadella. Durant els segles xiii i xiv, en plena època feudal, es bastiren les muralles que protegien la població que s'anava aplegant entorn del castell, propietat, en indivís, de Pere Rocabertí i Ramon Vilamarí.
Posteriorment vers els segles XV-XVI es varen aixecar les primeres cases de pedra al nucli urbà (actuals carrers del Portal, de la Processó, etc.) al costat del castell i de la seva capella dedicada a Santa Cecília, juntament amb el cementiri. Un exemple que s'ha conservat actualment és la casa Can Serra (o Rotllan), la llinda de la porta de la qual mostra un gravat de l'any 1584. Igualment, durant la segona meitat d'aquest segle, es van fer importants reformes al castell, convertint-lo en un gran palau gòtic per iniciativa dels seus propietaris, els Vilamarí.
A finals del segle xv, gràcies a la Sentència de Guadalupe (1486), i a conseqüència de la forta pressió que havia de suportar la població pel baró de Vilamarí, gran part de les famílies de Boadella van abandonar el poble, tot i que es van veure forçades a tornar. Com a conseqüència la família Casademont, que mai va abandonar el poble, va rebre grans beneficis i privilegis per la fidelitat mostrada als Vilamarí.
Posteriorment, entre els segles XVII-XVIII, a conseqüència de la prosperitat que va donar el cultiu de la vinya i l'olivera, la població va augmentar de tal forma que va ser necessari construir noves cases fora del perímetre antic de la muralla, sorgint, d'aquesta forma, els carrers Nou, Set, Ginebre i Sant Gaietà.
A mitjans del segle xvii, el poble de Boadella va encapçalar una protesta contra l'augment dels delmes que s'havien de pagar al monestir de Sant Pere de Rodes. Això va crear una reacció en cadena entre les poblacions que també estaven sotmeses al pagament del delme. Aquest també ha estat considerat com un dels motius que van causar l'empobriment i el posterior tancament del monestir.
Durant la segona meitat del segle xvii, Boadella es va dotar d'Universitat, institució de govern municipal sota la supervisió del baró.
En aquest context de prosperitat, la família Marcé va construir una gran casa al carrer Processó, coneguda com a Can Felip, el ràfec de la qual indica el seu any de construcció, 1775, de la mateixa manera queda testimoniada al mateix carrer aquesta prosperitat per la casa Cal Gavatx, que presenta un ràfec amb l'any 1773. Aquest augment de la població, degut a la bonança agrícola, va continuar fins a les darreries del segle xix, donant pas a la formació de nous carrers, el de la Salut i el del Pi. La invasió de la fil·loxera, que va afectar greument els conreus de vinya de finals del segle xix, juntament amb les conseqüències de les guerres carlines, va frenar aquesta tendència d'augment positiu de població i provocar l'emigració tant cap a Amèrica com cap a les ciutats.
El 2008 va ser un dels nou membres fundadors de l'Associació de micropobles de Catalunya.

## Nucli de Boadella
El nucli històric de la població de Boadella està situat a l'extrem sud-oest de l'entramat urbà de la població actual, formant un conjunt articulat per l'església parroquial de Santa Cecília i el castell dels Vilamarí. Està format i delimitat pel traçat dels actuals carrers de la Processó, del Portal, Ginebre, Nou, d'Amunt, de l'Oli i el de Figueres. Són carrers estrets de recorregut sinuós, molt d'ells pavimentats recentment, tot i que encara es conserva un tram empedrat al carreró de l'Església, fet amb còdols de riu i datat al segle xviii. La majoria de cases del nucli es poden adscriure als segles xvi i xviii, tot i que es bastiren damunt de construccions medievals i han estat reformades actualment. En general, els edificis són rectangulars, amb les cobertes de dues vessants de teula i distribuïts en planta baixa i dos pisos o bé golfes. Presenten portals de mig punt adovellats, sobretot els edificis del carrer de la Processó, i finestres rectangulars emmarcades amb carreus de pedra i els ampits motllurats. També hi ha obertures amb els emmarcaments més senzills i badius a les plantes superiors. Moltes d'aquestes construccions estan rematades per ràfecs de teulada decorats amb triangles vermells sobre fons blancs, a imitació dels ràfecs de dents de serra. Alguns d'ells presenten inscripcions datades durant el segle xviii i decoracions de temàtica vegetal i animal. Una de les cases del sector nord-oest de l'església presenta el ràfec datat l'any 1776. Els edificis estan bastits en còdols de riu i pedra sense treballar de diverses mides, disposat de forma regular i lligat amb abundant morter de calç.

## Demografia
| Entitat de població | Habitants (2024) |
| Boadella d'Empordà  | 172              |
| les Escaules        | 88               |
| Font: Idescat       |                  |

| 1497 f | 1515 f | 1553 f | 1717 | 1787 | 1857 | 1877 | 1887 | 1900 | 1910 |
| ------ | ------ | ------ | ---- | ---- | ---- | ---- | ---- | ---- | ---- |
| 6      | -      | 11     | 160  | 461  | 727  | 638  | 549  | 504  | 503  |

| 1920 | 1930 | 1940 | 1950 | 1960 | 1970 | 1981 | 1990 | 1992 | 1994 |
| ---- | ---- | ---- | ---- | ---- | ---- | ---- | ---- | ---- | ---- |
| 502  | 563  | 427  | 416  | 417  | 301  | 226  | 241  | 209  | 209  |

| 1996 | 1998 | 2000 | 2002 | 2004 | 2006 | 2008 | 2010 | 2012 | 2014 |
| ---- | ---- | ---- | ---- | ---- | ---- | ---- | ---- | ---- | ---- |
| 220  | 227  | 219  | 226  | 234  | 230  | 233  | 255  | 256  | 248  |

| 2016 | 2018 | 2020 | 2022 | 2024 | 2026 | 2028 | 2030 | 2032 | 2034 |
| ---- | ---- | ---- | ---- | ---- | ---- | ---- | ---- | ---- | ---- |
| 266  | 269  | 272  | 258  | 260  | -    | -    | -    | -    | -    |

## Llocs d'interès
- Castell Palau de Boadella, del segle xii i reconstruït el segle xv. Està declarat Bé cultural d'interès nacional (BCIN)
- Castell de les Escaules, del segle xiv. És un dels onze castells de Llers. Està declarat BCIN
- Riu la Muga al pas per Boadella i les Escaules
- Nucli històric de Boadella
- Nucli històric de les Escaules
- Església de Santa Cecília, documentada el segle xiv (Boadella)
- Passeig del Ginebre i la Societat (Boadella)
- Placeta de l'Oli i passeig del Cordó, paratge natural (Boadella)
- Pou del glaç del mas Bartolí (s.XVIII) (Boadella)
- Les Deus (Boadella)
- Molí de les Puces, del segle ix o X. No és clar si era un molí o uns banys. Té una forma estranya, semblant a una naveta menorquina. (Les Escaules)
- Cova de les Encantades (Les Escaules)
- Salt de la Caula, de 30 metres
- Coves naturals. Habitades en temps prehistòrics, s'hi han trobat restes de 60.000 anys d'antiguitat. N'hi ha algunes exposades al Museu Arqueològic de Sant Pere de Galligans de Girona. Les restes trobades van del Paleolític inferior a l'edat del bronze (Les Escaules)
- Pou del glaç de les Escaules. En molt bon estat
- Església de Sant Martí de les Escaules. Segle XVIII (Les Escaules)
- Embassament de Boadella